# Goniodes tetraonis
Goniodes tetraonis är en insektsart som först beskrevs av Carl von Linné 1761.  Goniodes tetraonis ingår i släktet medusalöss, och familjen Goniodidae. Arten är reproducerande i Sverige.